# Oposició (examen)
L'oposició és un examen o seguit de proves per accedir a un càrrec o feina específica. Normalment les oposicions són procediments selectius convocats les administracions públiques per escollir els funcionaris o treballadors a temps parcial. Les oposicions han de reunir les següents condicions
- estar obertes a qualsevol aspirant que reuneixi els requisits de titulació i nacionalitat
- publicitar els continguts de la prova amb temps suficient per a la seva preparació (usualment als butlletins oficials)
- correcció per part d'un tribunal que garanteixi la igualtat de tracte a tots els aspirants

Les oposicions poden incloure proves teòriques sobre el temari donat, proves físiques o pràctiques, tests psicotècnics, defenses orals de casos i la presentació alternativa de mèrits acadèmics o laborals per sumar punts al resultat final.